# زرشک نپالی
زرشک نپالی (نام علمی: Berberis nepalensis) نام یک گونه از سرده زرشک است.